# Toca da Tira Peia
Toca da Tira Peia est un site d'abri sous roche, situé dans la municipalité de Coronel José Dias, dans l'État de Piauí, près du parc national de la Serra da Capivara, au Brésil, montrant une présence humaine préhistorique en Amérique du Sud datant d'il y a 22 000 ans.

## Site
L'abri sous roche Toca da Tira Peia a été découvert en 2008. Il existe quatre couches de sédiments bien conservées, dont la plus récente date de 4 000 ans BP. 113 outils et artefacts en pierre taillés ont été récupérés.

Le site a été daté par une technique de luminescence stimulée optiquement.
"Le creusement a révélé 113 artefacts en pierre constitués d'outils et de débris d'outils dans cinq couches de sol. En utilisant une technique qui mesure les dommages causés par les radiations naturelles dans les grains de quartz excavés, les scientifiques ont estimé que la dernière exposition du sol à la lumière du soleil variait d'il y a environ 4 000 ans dans la couche supérieure à 22 000 ans dans la troisième couche." ,

Selon les auteurs, ce site offre certaines facilités de datation par rapport aux autres sites tels que Pedra Furada. Contrairement aux sites de Pedra Furada, Toca da Tira Peia n'a pas autant de galets naturels qui peuvent être confondus avec ceux qui « ont été apportés et taillés par l'homme ».
En outre, les auteurs affirment que les artefacts de Toca da Tira Peia « sont dans leur position d'origine ; ils n'avaient pas subi de mouvements depuis leur inhumation ».